# Claude-Marie Bastian
Claude-Marie Bastian (italianisé en Claudio Bastian), né le 15 avril 1799 et mort le 21 août 1872 à Vichy, est un propriétaire foncier et homme politique savoyard, puis français du Second Empire.

## Biographie

### Origines
Claude-Marie Pie Amédée Bastian naît le 15 avril 1799 (26 germinal de l'an VII), à Frangy,, ville située à cette période dans le département du Léman. Le duché de Savoie a été annexé par la France révolutionnaire, par décret du 27 novembre 1792. Il est le fils Claude-François Bastian (1764-1838), ancien député du Mont-Blanc au Cent-Jours, et de Hélène Chaumontet, fille de l'avocat au Sénat de Savoie François-Marie Chaumontet.
Il appartient à une branche d'une famille de notables, les Bastian, originaire de Bonneville, « ayant acquis des charges judiciaires à Annecy avant de s’implanter en Genevois. » Son cousin, François-Marie Bastian (1790-1855), est également député au parlement du royaume de Sardaigne, pour les collèges de Bonneville, puis de Taninges.
Il épouse Georgine de Pelly, en 1824. Ils ont cinq garçons dont Claude-François (1825-1890).

### Carrière
Propriétaire foncier, il est considéré comme l'un des plus importants du Genevois. Il hérite de la plupart des biens que son père a obtenus au cours de l'occupation française du duché.
Il est nommé syndic de Frangy, ainsi que conseiller de la province du Genevois, au lendemain de la restauration des États de Savoie en 1815.
La Constitution de 1848 ouvre de nouvelles perspectives politiques et la Savoie participe à ces changement par l'envoi de représentant au parlement du royaume de Sardaigne à Turin. Claude-Marie Bastian est choisi, le 19 novembre 1848, par le collège de Saint-Julien-en-Genevois pour le représenter la Savoie, pour la Ire législature. Il succède à Raymond d'Humilly de Serraval. Élu en avril 1848, il est démissionnaire en octobre de la même année.
Lors des débats sur l'avenir de la Savoie en 1859, il est favorable à l'union de la Savoie par la France du Second Empire. Il est notamment partisan de l'extension de la zone franche au Chablais et au Faucigny (cf. traité de Turin de 1816). Il est aussi membre de la délégation de 41 savoisiens menée par le comte Amédée Greyfié de Bellecombe pour rencontrer de l'empereur Napoléon III.
Au lendemain de l'annexion, il devient maire de Frangy (1860-1871) ainsi que conseiller général du canton de Frangy (1861-1872),,.
En raison de son investissement en faveur de la France, il est fait chevalier de la Légion d'honneur (mars 1864),.
Claude-Marie Bastian meurt le 21 août 1872, à Vichy.

## Distinctions
Claude-Marie Bastian a été fait :
- Chevalier de la Légion d'honneur (mars 1864)[1],[2].